# میکی بنینگ
میکی بنینگ (انگلیسی: Micky Benning; ۳ فوریهٔ ۱۹۳۸ – ۲۵ نوامبر ۲۰۱۹) بازیکن فوتبال اهل بریتانیا بود.
از باشگاه‌هایی که در آن بازی کرده‌است می‌توان به باشگاه فوتبال بدفورد تاون، باشگاه فوتبال لوتون تاون، باشگاه فوتبال هتفیلد تاون، باشگاه فوتبال دانستیبل تاون، و باشگاه فوتبال واتفورد اشاره کرد.